# Гёкай, Эмре
Эмре Гёкай (тур. Emre Gökay; родился 18 февраля 2006) — турецкий футболист, вингер клуба «Сивасспор».

## Клубная карьера
Выступал за молодёжные команды «Эркилетспор» и «Сивасспор». 1 июня 2022 года подписал свой первый профессиональный контракт с «Сивасспором». 16 марта 2023 года дебютировал в основном составе «Сивасспора» в матче Лиги конференций УЕФА против «Фиорентины. 16 мая 2023 года забил свой первый гол за клуб в матче турецкой Суперлиги против клуба «Касымпаша».

## Карьера в сборной
Выступал за национальные футбольные сборные Турции до 16, до 17 и до 18 лет.